# Иванов, Сергей Васильевич (этнограф)
Серге́й Васи́льевич Ивано́в (29 мая [10 июня] 1895, Санкт-Петербург — 5 сентября 1986, Ленинград) — российский советский этнограф и искусствовед, специалист по изобразительному народному творчеству, орнаменту народов СССР, сибиреведению. Доктор исторических наук (1965). Автор трудов по искусству и духовной культуре народов Сибири, создатель классической типологии сибирского орнамента.

## Биография
Воспитывался матерью, которая была белошвейкой. Внук регента Казанского собора А. С. Фатеева по отцовской линии.
В 18 лет поступил в художественные классы живописного рисования художника Я. Гольдблата.
В Первую мировую войну ему удалось избежать службы в армии как единственному кормильцу семьи — в 1914—1919 годах он работал на предприятиях Петрограда и содержал свою мать. Параллельно с работой Сергей Васильевич посещал вечерние курсы для взрослых, где прошёл курс гимназии.
В конце 1919 года переехал из Санкт-Петербурга в село Кичма Уржумского уезда Вятской губернии, где получил место учителя рисования и товарища председателя школьного совета в школе 2-й ступени.
В 1921 году молодой учитель был откомандирован в Петроград для получения высшего образования, и в 1921—1925 годах Иванов — студент факультета общественных наук Петроградского университета. Эти годы во многом определяют научную стезю будущего учёного. Сергей Иванов посещает лекции профессора Бориса Леонидовича Богаевского по истории, искусству и религии античного мира. Под влиянием именитого советского этнографа Льва Яковлевича Штернберга начинает систематически и целенаправленно собирать материалы по изобразительному искусству первобытных народов, в том числе и по орнаменту; под влиянием Владимира Германовича Богораза — увлекается проблемами аниматизма. Состоит в исследовательском этнографическом кружке, которым руководили профессора Богораз и Штернберг.
С 1923 года Сергей Иванов начинает приобретать практику музейной работы в Музее антропологии и этнографии и Этнографическом отделе Русского музея, исполняя для них также различные живописные и графические работы. МАЭ на долгие годы станет для Иванова основным местом работы: в 1929 году он будет утверждён в должности научного сотрудника II разряда по эволюционному отделу МАЭ, а в 1931 — научным сотрудником I разряда и заведующим отделом оформления.
Кроме того, по окончании учёбы с 1925 по 1931 год Сергей Васильевич остаётся преподавать на этнографическом отделении географического факультета ЛГУ по приглашению профессора Штернберга.
В 1925—1927 годах Иванов выступает с рядом докладов по проблемам социологии и теории первобытного искусства: «Методологическая проблема в социологии изобразительных искусств»; «Орудия художественного познания (принципы организации художественных произведений)»; «Изображение дерева в орнаменте народов СССР (тунгусский круг)»; «Эволюция изображения мирового дерева и птиц в орнаментике финнославянских народов».
в 1931—1935 годах Иванов — доцент Института народов Севера и Ленинградского государственного педагогического института.
Не прошли даром и уроки живописи у Гольдблата — так в 1932 году Сергей Васильевич выполнил по заказу Зоологического института АН СССР 18 акварельных рисунков разного размера для выставки «Дарвинизм».
С 1933 года Иванов состоит научным сотрудником в Ленинградском отделении Института этнографии АН СССР, возникшем на базе МАЭ и ИПИН’а.
В целом, в 30-е годы Иванов значительно меньше печатался и выступал с докладами. Этот период он посвятил исследованию музейных коллекций страны, посвящённых сибирскому народному искусству и шаманству. Для это цели он практически ежегодно выезжал в командировки. По его собственным словам, он посетил 25 музейных хранилищ, сделав несколько тысяч зарисовок, копий, фотографий с экспонатов для дальнейших исследований.
16 июня 1935 года Иванову «в знак признания крупных научных достижений» была присвоена учёная степень кандидата исторических наук без защиты диссертации.
С 1938 по 1949 год — доцент ЛГУ на филологическом, а затем — на восточном факультете.
В декабре 1942 года Иванов был эвакуирован вместе с супругой из блокадного Ленинграда в Казань, а затем — в Сталинабад, где до 1945 года работал директором Республиканского Музея Таджикского Филиала АН СССР и читал лекции по музееведению в Сталинобадском педагогическом институте. В мае 1945 года он возвращается в Ленинград и продолжает свою работу в Институте этнографии и преподавательскую деятельность в ЛГУ.
В своих работах он уделял особое внимание проблемам первобытного мышления, психологии первобытного человека, диффузии культур. В двух монографиях, вышедших в 1963 и 1979 годах, Иванов раскрывает значение скульптуры у народов Сибири. Он наглядно показывает, что вплоть до первой четверти XX века скульптура создавалась главным образом с религиозной целью и не рассматривалась как отдельный вид искусства. Её самую значительную часть составляют изображения, созданные с целью удачных охоты и рыболовства. Изображения же людей почти всегда связывались с представлениями о духах или душах умерших родственников.
В 1954 году был награждён орденом Трудового Красного Знамени.
С 1962 по 1971[уточнить] год Иванов является заведующим отделом Сибири в МАЭ.
13 февраля 1965 за монографию «Орнамент народов Сибири как исторический источник» ему была присвоена степень доктора исторических наук.
В 1970 Иванов был переведён на пенсию, и вскоре принят на должность консультанта — доктора наук, в которой оставался до 1 февраля 1986 года.
5 сентября 1986 года, спустя полгода после окончательного выхода на пенсию, Сергей Васильевич умер. Он был похоронен в колумбарии крематория рядом с супругой Т. В. Саглиной.

## Личная жизнь
В свободное время увлекался рисованием карикатур и акварельных рисунков.
Был трижды женат:
- Первая супруга — Прыткова Наталия Фёдоровна
- Вторая супруга — Зиберт Эрна Владимировна
- Третья супруга — Саглина Татьяна Васильевна, художница

Детей у Сергея Васильевича не было.

## Комментарии
1. ↑  По данным архива Музея антропологии и этнографии Иванов получил степень кандидата исторических наук, однако в статье А. М. Решетова указана степень «кандидата этнографии»[10].